# 마진 콜: 24시간, 조작된 진실
마진 콜: 24시간, 조작된 진실(Margin Call)은 2011년 개봉한 미국의 드라마 영화이다. 리먼 브라더스를 모델로한 주요 투자 은행의 24시간을 무대로, 2007년에 발생한 세계 금융 위기에 초점을 맞추고 금융 위기 사이에 직원들이 취하는 행동이 그려진다. 2011년 1월 선댄스 영화제에서 첫 상영되어 10월 21일에 미국에서 극장 공개되었다.

## 줄거리
2008년, 한 대형 투자 은행은 대규모 감원을 시작하고, 위험 관리 책임자 에릭 데일은 자신이 연구하던 모델의 심각한 문제점을 알리려 하지만 묵살당한다. 해고당하며 그는 자신의 연구 자료가 담긴 USB를 부서 동료 피터 설리번에게 건네며 '조심하라'고 경고한다. 호기심에 설리번은 퇴근 후 데일의 모델을 완성하고, 회사의 위험 수준이 매우 높다는 것을 발견한다. 모기지 담보 증권의 변동성이 과거 수준을 넘어섰고, 과도한 레버리지로 인해 회사가 파산할 위기에 처한 것이다.
설리번은 동료 세스 브레그먼과 신용 거래 책임자 윌 에머슨에게 이 사실을 알린다. 에머슨은 다시 상사 샘 로저스에게 보고하고, 이들은 데일에게 연락하려 하지만 실패한다. 설리번과 브레그먼은 데일을 찾아 나서고, 로저스와 에머슨은 경영진에게 상황을 알린다. 경영진 회의 결과, 설리번의 분석이 정확하다는 결론이 내려지고, CEO 존 털드가 소환된다. 털드는 문제를 해결하기 위해 문제 자산을 대량으로 매각하는 계획을 제시한다. 로저스는 회사의 평판이 훼손될 것이라며 반대하지만, 털드는 회사의 파산을 막는 것이 더 중요하다고 강조한다.
에머슨은 데일의 아내로부터 데일이 집에 돌아갔다는 소식을 듣고, 브레그먼과 함께 데일을 찾아가 복귀를 설득하려 하지만 거절당한다. 돌아오는 길에 브레그먼은 자신의 해고 여부를 걱정하지만, 에머슨은 금융 시장의 본질을 설명하며 그들의 일이 여전히 중요하다고 말한다. 한편, 털드는 위험 관리 책임자 사라 로버트슨에게 책임을 전가하려 하지만 로버트슨은 이미 1년 전에 문제를 경고했음을 밝힌다. 데일은 회사의 협박과 회유로 인해 결국 회사의 계획에 협력하게 된다.
로저스는 불만을 감춘 채 자신의 트레이더들을 모아 문제 자산 매각을 지시한다. 그는 그들의 명성과 경력에 해가 될 것을 알지만, 매각 목표를 달성하면 거액의 보너스를 받을 수 있다고 말한다. 거래가 진행되면서 회사는 상대방의 의심과 분노를 사며 큰 손실을 보지만, 대부분의 문제 자산을 팔아 치우는 데 성공한다. 또 다시 해고가 시작되고, 로저스는 자신이 해고되지 않았다는 것을 알게 된 후 털드에게 사직서를 제출한다. 털드는 과거 경제 위기를 언급하며 로저스에게 죄책감을 느끼지 말라고 말하고, 2년 더 회사에 남아달라고 제안한다. 로저스는 개인적인 재정 문제 때문에 결국 제안을 수락하고, 털드는 설리번이 승진할 것이라고 알린다. 영화는 로저스가 안락사시킨 자신의 개를 전 아내의 마당에 묻는 장면으로 끝맺는다.

## 출연
- 케빈 스페이시 - 샘 로저스
- 폴 베터니 - 윌 에머슨
- 제러미 아이언스 - 존 털드
- 재커리 퀸토 - 피터 설리번
- 펜 배글리 - 세스 브레그먼
- 사이먼 베이커 - 재러드 코언

## 같이 보기
- 리먼 브라더스의 파산
- 대침체